# Oleksij Demjanjuk
Oleksij Wolodymyrowytsch Demjanjuk (ukrainisch Олексій Володимирович Дем'янюк, engl. Transkription Oleksiy Demyanyuk; * 30. Juli 1958 in Baraniwka; † 5. April 1999) war ein ukrainischer Hochspringer, der für die Sowjetunion startete.
1980 wurde er Sechster bei den Leichtathletik-Halleneuropameisterschaften in Sindelfingen und Elfter bei den Olympischen Spielen in Moskau.
Bei den Leichtathletik-Europameisterschaften 1982 in Athen schied er in der Qualifikation aus.
1982 wurde er Sowjetischer Meister und 1981 Sowjetischer Hallenmeister.

## Persönliche Bestleistungen
- Hochsprung: 2,33 m, 11. Juli 1981, Leningrad
  - Halle: 2,33 m, 20. Januar 1985, Minsk